# Brigitta Suchanek
Brigitta Suchanek (Vienna, 4 novembre 1953) è un'ex cestista austriaca.

## Carriera
Con l'Austria ha disputato i Campionati europei del 1972.